# 덩컨 2세
덩컨 2세(스코트어: Duncan II o Scotland) 혹은 돈카드 막 밀 콜룸(중세 아일랜드어: Donnchad mac Máel Coluim, 스코틀랜드 게일어: Donnchadh mac Mhaoil Chaluim, 1060년경 - 1094년 11월 12일)은 11세기 말 알바 왕국의 왕이다. 말 콜룸 3세와 그 첫 부인 잉기뵤르그 핀스도티르(핀 아르네손의 딸이며 토르핀 시구르드손의 과부) 사이에 태어난 아들이다. 숙부 돔날 3세에게 반기를 들어 일시적으로 돈카드 2세로 즉위했지만 반년도 안 되어 폐위당하고 죽었다.